# Kalkberge bei Röhrda und Weißenborn
Unter der Bezeichnung Kalkberge bei Röhrda und Weißenborn wurden die Naturschutzgebiete „Graburg“ und „Dreiherrenstein-Eschenberg-Kreutzerberg“ mit den Flächen um den „Schieferstein“ in den 2000er Jahren als Flora-Fauna-Habitat-Gebiet zu einem Teil des europaweiten Schutzgebietssystems Natura 2000, das die Erhaltung der biologischen Vielfalt zum Ziel hat. Der Bereich wird in dem Standarddatenbogen zu der Gebietsmeldung als national bedeutsam für den Schutz seltener und bestandsgefährdeter Tier- und Pflanzenarten der Kalkbuchenwälder eingestuft. Als besonders schutzwürdig gelten ebenfalls die orchideenreichen Kalkmagerrasen, das große Eibenvorkommen der Graburg, die Bergstürze mit ihren Blaugrashalden sowie die zahlreichen Höhlen in den Felsbereichen, die Fledermäuse als Winterquartier nutzen. Geologisch gehört das Gebiet zu den Schichtstufenhängen des Unteren Muschelkalks, die mit weithin sichtbaren Felsen und steilen Hängen über einen Rötsockel emporragen.

## Lage
Mit einer Länge von rund neun Kilometern erstreckt sich das FFH-Gebiet über den Bergstock des nördlichen Ringgaus. Es gliedert sich in vier benachbarte Bereiche: Im Westen das „Schieferstein-Gebiet“ mit einer Größe von 93 Hektar. In der Mitte mit 336 Hektar das Naturschutzgebiet „Graburg“ und im Osten das 201 Hektar große Naturschutzgebiet „Dreiherrenstein-Eschenberg-Kreutzerberg“, das an Thüringen grenzt. Die rund fünf Hektar große „Rambacher Sandgrube“ im Nordosten ist ein Teil des letztgenannten Naturschutzgebiets. Administrativ gehören die Flächen zu den Gemarkungen der Ortsteile Röhrda, Netra und Rittmannshausen der Gemeinde Ringgau sowie zu den Gemarkungen von Weißenborn und Rambach der Gemeinde Weißenborn.
Die Kalkberge liegen im „Geo-Naturpark Frau-Holle-Land“. In der naturräumlichen Gliederung Deutschlands des Instituts für Landeskunde Bad Godesberg werden sie als Teileinheit Nördlicher Ringgau (483.43) den Nordwestlichen Randplatten des Thüringer Beckens (483) zugeordnet. Nach Süden fällt der Bereich in die langgestreckte Netra-Ifta-Talung (483.42) ab und nach Norden ragt der geschützte Bereich in den Schlierbachswald (357.91) des Fulda-Werra-Berglands (357), das zu der Haupteinheitengruppe des Osthessischen Berglands gehört.
Die Rabenkuppe im Nordwesten ist mit 515 m die höchste Erhebung im Natura-2000-Gebiet. Weiter westlich am Schieferstein steigt das Gelände noch bis auf 490 m an, ganz im Nordosten am Dreiherrenstein werden 480 m m erreicht. Die niedrigeren Lagen entlang der Nordgrenze fallen bis auf 320 m ab.

## Geologie

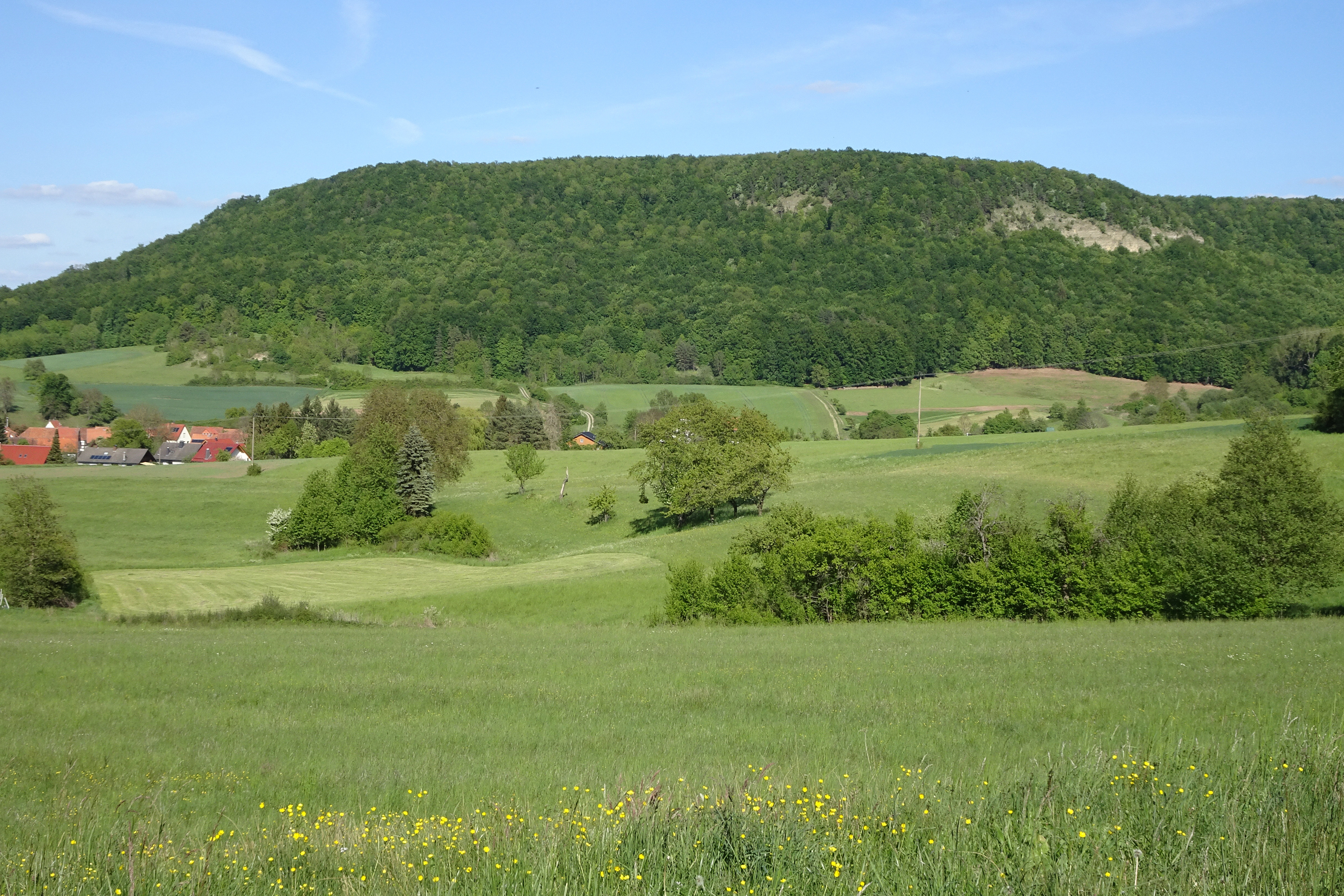
Die Westseite des Eschenbergs mit weithin sichtbaren Felsbereichen.

Der Ringgau gehört zu den westlichen Ausläufern der Muschelkalkplatten, die das Thüringer Becken umranden. Diese erstrecken sich vom Nordwesten Thüringens bis nach Hessen. Die Werra trennte einst den Ringgau von seinem ursprünglichen Gesteinsverband und schuf mit ihm einen Zeugenberg, der in seinem Zentrum durch einen tektonischen Grabenbruch zerschnitten wird, der ihn in einen nördlichen und südlichen Bereich teilt.
Die Berge des Ringgaus bestehen überwiegend aus Muschelkalk, der aus den Ablagerungen eines Flachmeeres vor mehr als zweihundert Millionen Jahren entstanden ist. In der Zeit des Erdmittelalters war die Region von einem tropischen bis subtropischen Randmeer bedeckt. In dem übersalzenen Wasser konnte nur eine relativ artenarme, von Muscheln dominierte Weichbodenfauna bestehen. Gemeinsam bildeten hier der Obere und der Untere Wellenkalk im Unteren Muschelkalk dickbankige Gesteinsschichten. Die Schichtstufen und Steilhänge sind aus diesen Gesteinen aufgebaut. Den Muschelkalk unterlagern tonige Schichten des Oberen Buntsandsteins, der Röt genannt wird. Diese Schichten nehmen vor allem in niederschlagsreichen Zeiten aus dem klüftigen Kalkstein Regen und Tauwasser auf und werden in feuchtem Zustand breiartig und fließfähig. Der Untergrund wird instabil und große Felsbereiche können sich ablösen. Im Bereich der westlichen Umrandung des Thüringer Beckens, zu der neben dem Ringgau die Gobert und die Wanfrieder Werrahöhen zählen, entwickeln sich deshalb immer wieder Bergrutsche und bergsturzartige Abbrüche. Der letzte Bergsturz geschah im Mai 1895 am Manrod. Hier stürzten nach Gewitterregen gewaltige Felsmassen ab und vernichteten eine Waldfläche von mehr als einem Hektar.

## Kulturhistorische Bedeutung
Der Bereich um den Dreiherrenstein im Nordosten des Gebiets war nahezu immer Grenzland. Hier stießen Herrschaftsbereiche aufeinander, die im Laufe der Jahrhunderte vielfach Namen und Besitzer wechselten. Ein noch erhaltener Grenzstein trägt die eingemeißelten Initialen und Wappen dreier ehemaligen deutschen Länder, deren Grenzen sich auf dem Dreiherrenstein trafen: KH und hessischer Löwen für das Kurfürstentum Hessen, KP und preußischer Adler für das Königreich Preußen und SWE und Sächsisches Stammwappen für das Großherzogtum Sachsen-Weimar-Eisenach.
Ein Gedenkstein auf dem Dreiherrenstein erinnert auch an die ehemalige innerdeutsche Grenze, die auch der „Eiserne Vorhang“ zwischen den Machtblöcken des Warschauer Paktes und der NATO war. Zeitzeugnisse der deutsch-deutschen Grenzgeschichte sind mit dem ehemaligen Kolonnenweg und den noch vorhandenen Relikten gegenwärtig.

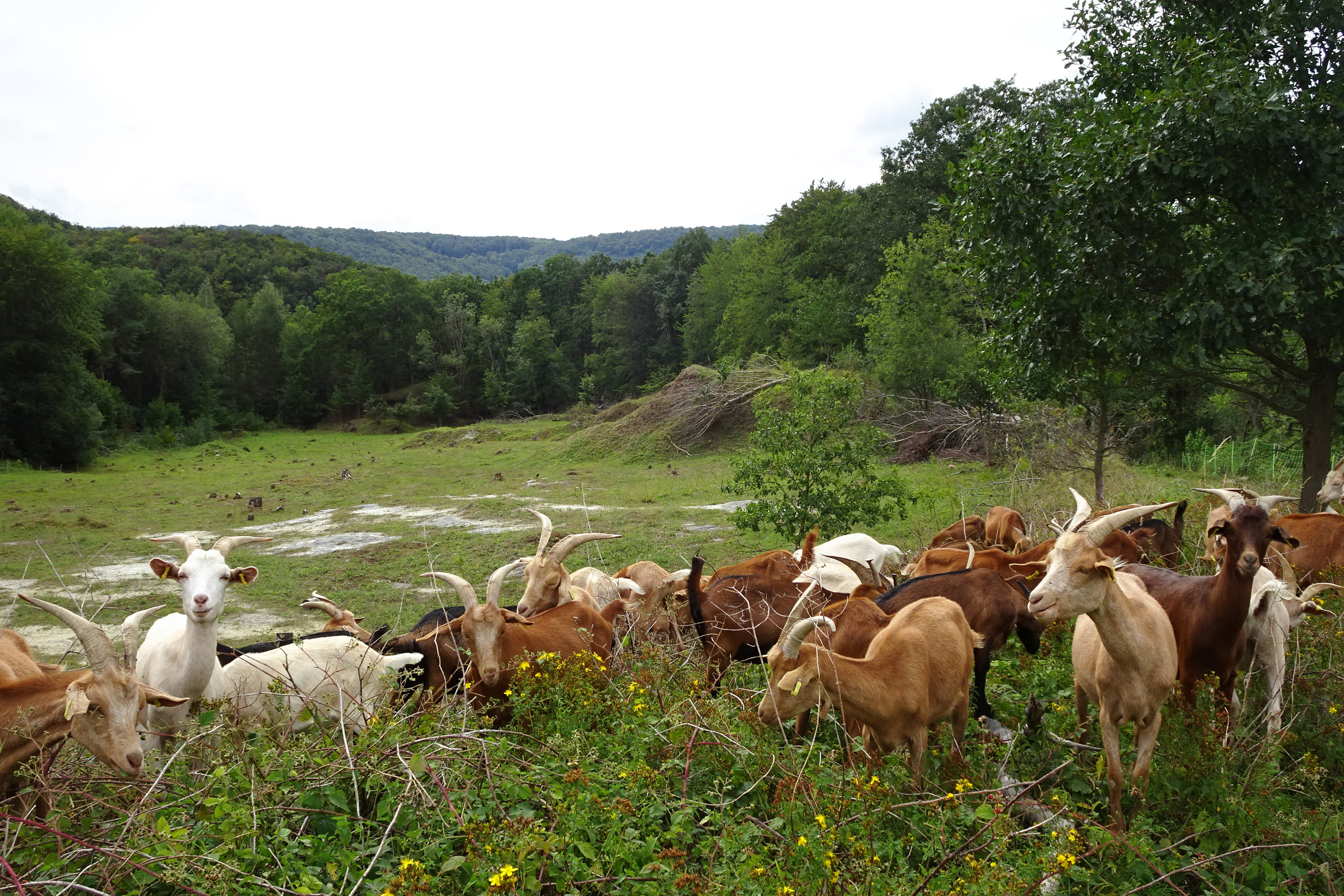
Die „Landschaftspfleger“ der aufgelassenen Rambacher Sandgrube.

Seit dem Mittelalter wurde in der Rambacher Sandgrube ein Sandsteinvorkommen ausgebeutet. Das zerkleinerte Material wurde landesweit als Scheuersand oder Stubenstreusand verkauft. Der Sand wurde auf die Holzdielen geschüttet und beim Abfegen nahm er den Schmutz mit. Mit dem Aufkommen chemischer Reinigungsmittel, die den Scheuersand an Wirksamkeit übertrafen, wurde der Abbau unrentabel und aufgegeben.
Ähnlich wie in anderen Teilen der Region auch, wurde in der Vergangenheit der Wald in großen Teilen als Mittel- und Niederwald bewirtschaftet und für die traditionelle Hute- und Streunutzung waren die Wälder ebenfalls von großer Bedeutung. Relikte dieser Nutzungsformen, die größtenteils mit Beginn des 20. Jahrhunderts aufgegeben wurden, sind auf dem Hochplateau noch heute zu erkennen.
Auch die im Gebiet vorkommenden Trockenrasen sind, mit Ausnahme der natürlichen Bestände im Bereich der Felsbänder, durch historische Weidenutzungen entstanden. Bis in das 19. Jahrhundert waren Triftweiden für die Schafhaltung bedeutend. Überbleibsel aus dieser Zeit sind die Wacholderbestände die südlich der Schäferburg das Landschaftsbild bestimmen. Gegenüber anderen Gehölzen ist der Wacholder sehr konkurrenzschwach und sein Vorkommen beschränkt sich vielerorts auf Standorte die durch Weidenutzung entstanden sind. Da der Wacholder ein Gewächs ist, bei dem die Schafe auch die jungen Triebe nicht fressen, wurde er zum charakteristischen Merkmal einer Kulturlandschaft, die von der Beweidung durch Schafe und Ziegen geprägt wurde.

## Lebensräume

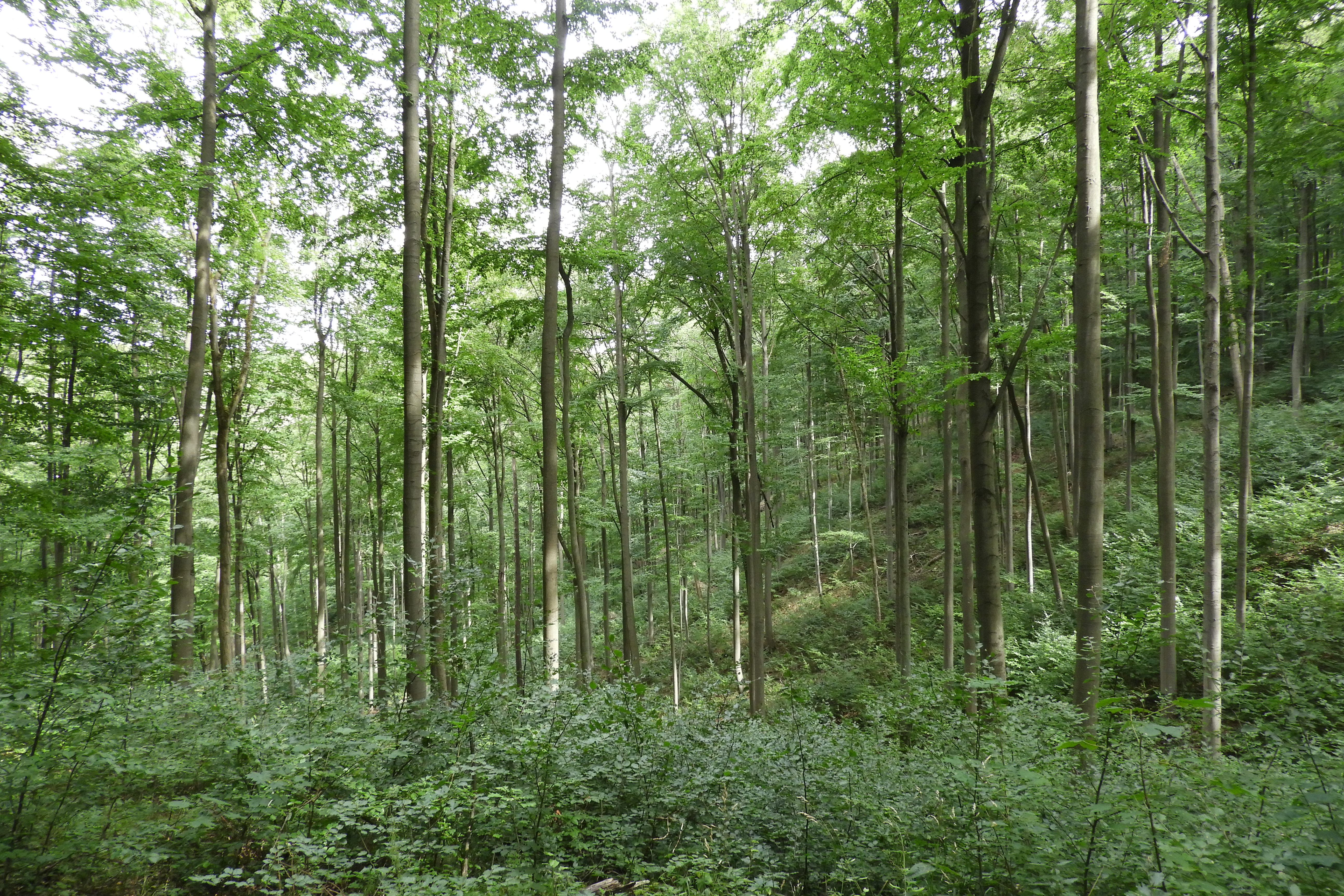
Waldmeister-Buchenwald am Kreutzerberg.

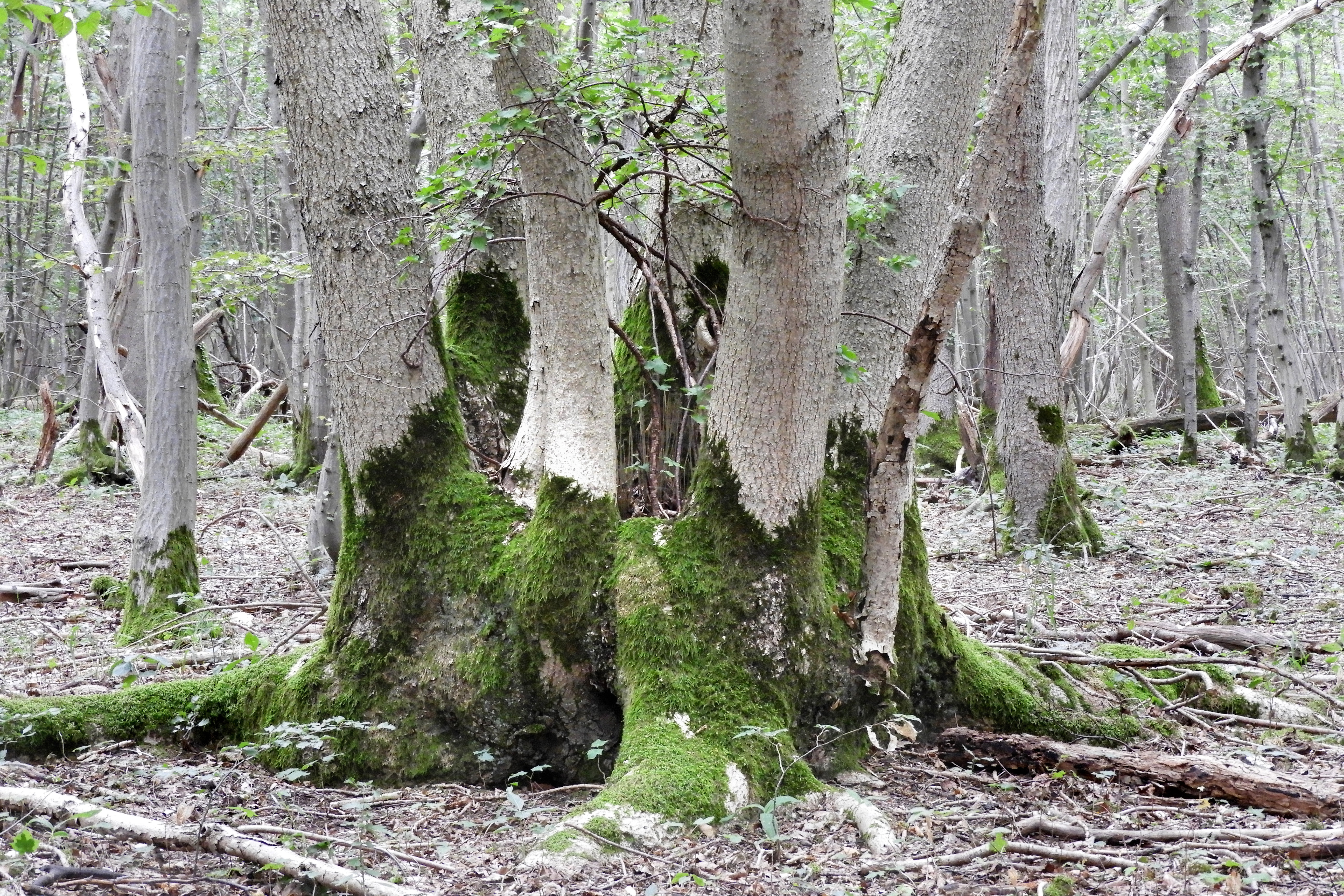
Ehemaliger Mittelwald auf der „Rabenkuppe“ mit Stockausschlägen und bemoosten Stammfüßen.

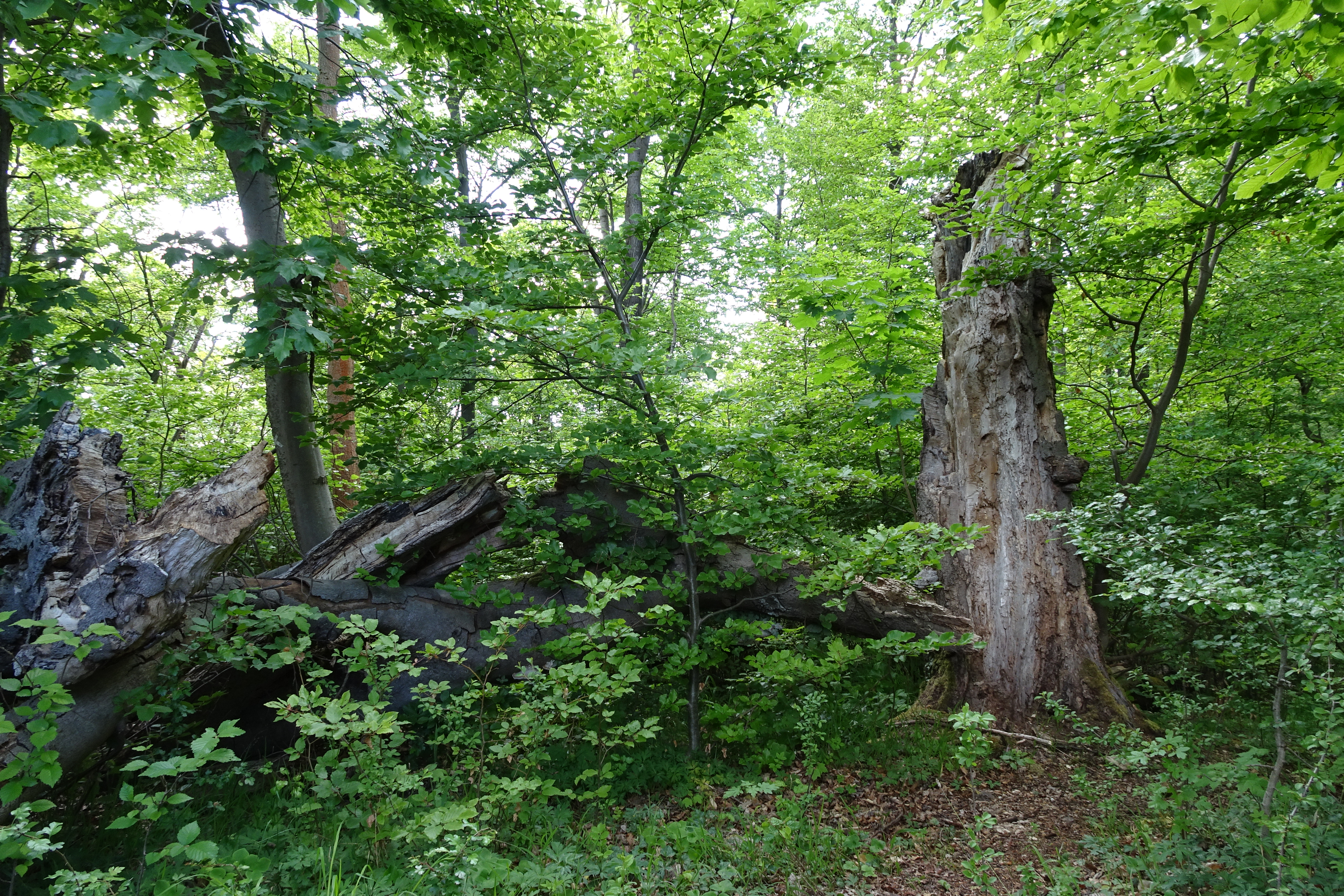
Totholz im Wald am Dreiherrenstein.

Die große biologische Vielfalt des Natura-2000-Gebiets verdeutlichen die Vorkommen von zwölf Lebensraumtypen (LRT), die nach dem Anhang I der FFH-Richtlinie als von gemeinschaftlichem Interesse gelten und für deren Erhaltung besondere Schutzgebiete ausgewiesen werden sollen. Drei dieser Lebensraumtypen wurden als prioritär eingestuft, weil sie vom Verschwinden bedroht sind und für ihre Erhaltung eine besondere Verantwortung besteht.

### Wälder
- Die größte Fläche im FFH-Gebiet nehmen mit rund 445 Hektar „Waldmeister-Buchenwälder“ (LRT 9130), mit der Rotbuche als dominierender Baumart, ein. Auf den Standorten der Hanglagen sind regelmäßig Esche und Berg-Ahorn zu finden. Hinzu kommen vereinzelt Stieleiche, Vogelkirsche, Sommerlinde, Bergulme, Spitz- und Feldahorn. Als auffallend angesehen wird die vergleichsweise hohe Zahl von Elsbeeren in Teilbereichen der ehemaligen Niederwälder am Dreiherrenstein. Als eine Besonderheit gelten auch die flächigen Vorkommen der Eibe im Bereich der Kalkfelsen und Abbruchkanten. Mit mehr als eintausend Exemplaren besitzt das Schutzgebiet vermutlich den größten natürlichen Eibenbestand Hessens.[9]

- Der Trockenwaldtyp „Mitteleuropäische Kalkbuchenwälder“ (LRT 9150) ist auf flachgründigen Böden entlang der Felsabbrüche auf schmalen Streifen mit einer Gesamtfläche von knapp acht Hektar ausgebildet. Verteilt über das Schutzgebiet sind zwölf Teilflächen mit unterschiedlichen Erhaltungszuständen vorhanden. Die Buche erreicht hier nur geringe Wuchshöhen. Es überwiegen Stockausschläge, die teilweise krüppelartig erscheinen.

- Das einzige Vorkommen des „Labkraut-Eichen-Hainbuchenwaldwaldes“ (LRT 9170) befindet sich im Nordosten am Dreiherrenstein auf einer Fläche von einem halben Hektar. In der Baumschicht dominiert die Eiche, daneben sind mit kleineren Anteilen Hainbuche, Esche, Buche und Feldahorn vertreten. In der mittleren Vegetationsschicht gesellen sich einzelne Elsbeeren, Mehlbeeren sowie Winterlinden hinzu.

- Im Gebiet wachsen auf einer Gesamtfläche von rund 20 Hektar auf dem groben Untergrund von Gesteinsschutt und Blockhalden mehr als zwanzig meist kleinere „Schlucht- und Hangmischwälder“ (LRT 9180). Lediglich südwestlich des Königentals erstreckt sich ein größerer Bestand über eine Fläche von knapp acht Hektar.

- Die „Auenwälder“ (LRT 91E0) sind mit zwei Flächen auf zwei Hektar vertreten. Das größere Vorkommen liegt im Bereich der Graburg auf feuchtem bis quelligem Grund und ein weiterer Bestand ist im Bereich des Schiefersteins vorhanden.[3]

### Offenland
Von der Gesamtfläche des FFH-Gebiets entfallen auf das „Offenland“, das sich überwiegend im Nordosten befindet, rund 33 Hektar.
- Als typisch für das Gebiet gelten die Vorkommen der „natürlichen Kalkfelsen mit ihrer Felsspaltenvegetation“ (LRT 8210). Ihre Zahl wird mit 17 angegeben, die sich meist als sehr langgezogene Kalk-Felsbänder mit einer Gesamtlänge von rund 4,5 Kilometern auf geschätzte 6 Hektar konzentrieren.

- In ihrer Nähe liegen, über das Gebiet verstreut, rund zwanzig „natürliche Höhlen“ (LRT 8310). Als Besonderheit gelten zwei Höhlen am Schieferstein mit Winterquartieren des Großen Mausohrs und eine Höhle an der Graburg, als eine von zwei bekannten Quartieren der Kleinen Hufeisennase in Hessen.

- Im Nordosten befinden sich in der Rambacher Flur insgesamt sechs kleine Areale der „submediterranen Halbtrockenrasen“ (LRT 6212) mit einer Gesamtgröße von 1,5 Hektar, die seit der Nutzungsaufgabe brach liegen. Der Subtyp der „blaugrasreichen Halbtrockenrasen“ (LRT 6212 b) ist auf drei Flächen mit knapp einem Hektar im Felssturzgebiet am Manrod und im ehemaligen Steinbruch unterhalb der Rabenkuppe zu finden.

- Aus naturschutzfachlicher Sicht gelten die Blaugrashalden der drei „Trockenrasen“ (LRT 6213) als eine Besonderheit. Diese „Steppenheiden“, die die steilen Oberhänge des Eschenbergs und des Dreiherrensteins auf einer Fläche von 1,13 Hektar besiedeln, werden als ursprüngliche Pflanzengesellschaften betrachtet, die als Reliktvorkommen die letzte Eiszeit überdauert haben.

- Insgesamt sind neun „extensive Mähwiesen“ (LRT 6510) in der Rambacher Flur und im Osten des Königentales vorhanden. Die pflanzensoziologisch zu den Glatthaferwiesen gerechneten Flächen besitzen eine Größe zwischen 0,4 und 1,8 Hektar.

- Lediglich mit einer kleinen Fläche sind die „Juniperus-Formationen auf Kalktrockenrasen“ (LRT 5130) im Gebiet vertreten. Die Wacholderheide liegt südlich der Schäferburg an einem Unterhang auf einer ehemaligen Ackerterrasse.

- Die „Kalktuff-Quellen“ (LRT 7220) treten im Königental im Bereich der Schichtgrenze zwischen Unterem Muschelkalk und Röt als zwei schwach schüttende Quellen aus und die „Oligo- bis mesotrophen kalkhaltigen Gewässer“ (LRT 3140) bildet ein kleiner, nicht repräsentativer Tümpel südöstlich des Rambacher Sportplatzes.[10][3]

## Flora

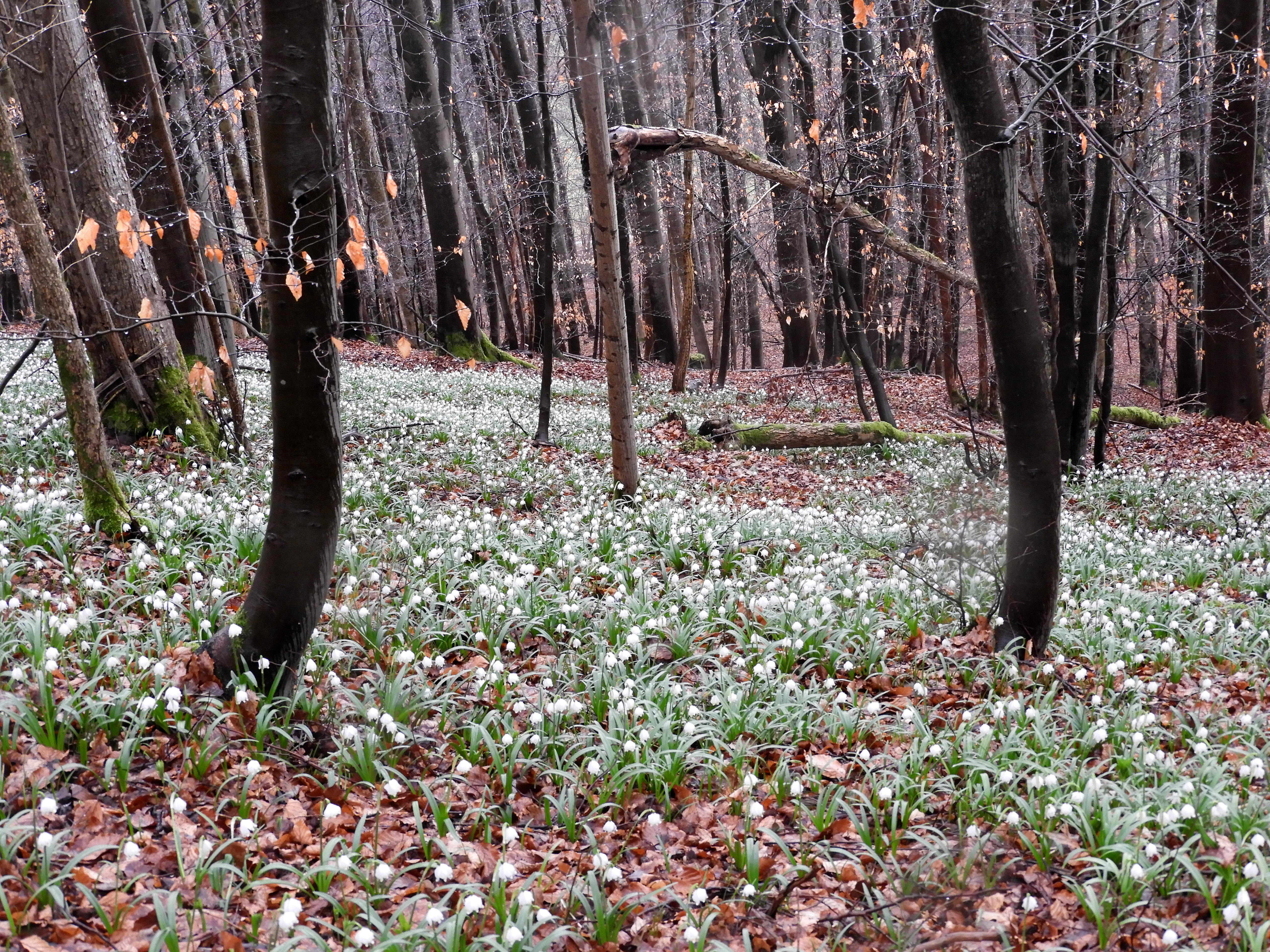
Die Krautschicht in den ehemaligen Mittelwäldern der Graburg wird besonders im Frühjahr durch das flächenhafte Vorkommen von Märzenbechern attraktiv.

Als eine Besonderheit in Hessen gelten die Pflanzengesellschaften der Felsfluren, die sich auf den Halden der Abrisswände als Blaugrasrasen und an den trockenen Stellen als Erdseggenflur ausgebildet haben, an die sich oberhalb die Blutstorchschnabel-Saumgesellschaft anschließt. Diese zur „Steppenheide“ gerechneten Gesellschaften gelten als sehr alt und ursprünglich. Einige ihrer praealpinen Arten sind vermutlich Eiszeitrelikte, während die submediterranen und kontinentalen Arten in den wärmeren Zeiten der Spät- und Nacheiszeit bis hierher vorgedrungen sein dürften. Sie beherbergen Pflanzenarten, die hier teilweise die Nord- bis Nordwestgrenze ihrer natürlichen Verbreitung erreichen. Zu ihnen gehören Kalkaster, Erd-Segge, Berg- und Scheiden-Kronwicke.
Die große Anzahl verschiedener Orchideenarten, die auf den basenreichen Böden der Kalkmagerrasen und Kalkbuchenwälder wachsen, wird als außergewöhnlich angesehen. Auch sie begründen die besondere Schutzwürdigkeit. Im Gebiet vertreten sind: Weißes und Rotes Waldvöglein, Geflecktes und Breitblättriges Knabenkraut, Rotbraune, Breitblättrige, Kleinblättrige-, Sumpf- und Violette Stendelwurz, Mücken-Händelwurz, Nestwurz, Fliegen-Ragwurz, Stattliches, Blasses und Purpur-Knabenkraut, Weiße und Grünliche Waldhyazinthe. Der Frauenschuh wird im Anhang II der Flora-Fauna-Habitat-Richtlinie geführt. Er gehört zu den wenigen Blütenpflanzen „von gemeinschaftlichem Interesse, für deren Erhaltung besondere Schutzgebiete ausgewiesen werden müssen“.
Zu floristischen Besonderheiten zählen auch Buschwindröschen, Traubige Graslilie, Gelb- und Vogelfuß-Segge, Echtes Tausendgüldenkraut, Acker-Rittersporn, Abbiss-Pippau, Wiesen-Augentrost, Fransenenzian, Deutscher Enzian, Märzenbecher, Leberblümchen, Weiden-Alant, Türkenbund-Lilie, Weinbergs-Traubenhyazinthe und weitere seltene Pflanzenarten.

## Fauna
Mit ausschlaggebend für die Ausweisung zum FFH-Gebiet war das Vorkommen der Fledermausarten Großes Mausohr und Kleine Hufeisennase. Sie sind nach dem Anhang II der FFH-Richtlinie stark gefährdete und streng geschützte Arten, für die ebenfalls besondere Schutzgebiete ausgewiesen werden sollen. Mit dem Abendsegler, Braunem Langohr und der Wasserfledermaus kommen weitere seltene und schützenswerte Arten vor, die das Nahrungsangebot des Gebietes nutzen.
Zu den im Anhang I der Vogelschutzrichtlinie aufgeführten Vögeln, die im Gebiet brüten, gehören Grau-, Schwarz- und Mittelspecht, Neuntöter, Raufußkauz, Uhu und Brachpieper. Sie gelten als Arten die wegen geringer Bestände, kleiner Verbreitungsgebiete oder ihrer speziellen Habitatsansprüche als vom Aussterben bedroht angesehen werden. Zu den bemerkenswerten Brutvögeln gehören auch Bluthänfling, Hohl-, Ringel- und Turteltaube, Kolkrabe, Dohle, Raubwürger, Steinschmätzer, Waldschnepfe, Dorngrasmücke, Sing-, Wacholder- und Misteldrossel.
Eine vielfältige Tagfalterfauna besiedelt Wälder und Wiesen. Unter den mehr als zwanzig nachgewiesenen Schmetterlingen werden Schwalbenschwanz, Kaisermantel, Großer Schillerfalter, Kleiner Eisvogel, Trauermantel, Waldteufel und Mauerfuchs zu den geschützten Arten gezählt.

## Unterschutzstellung

### Graburg

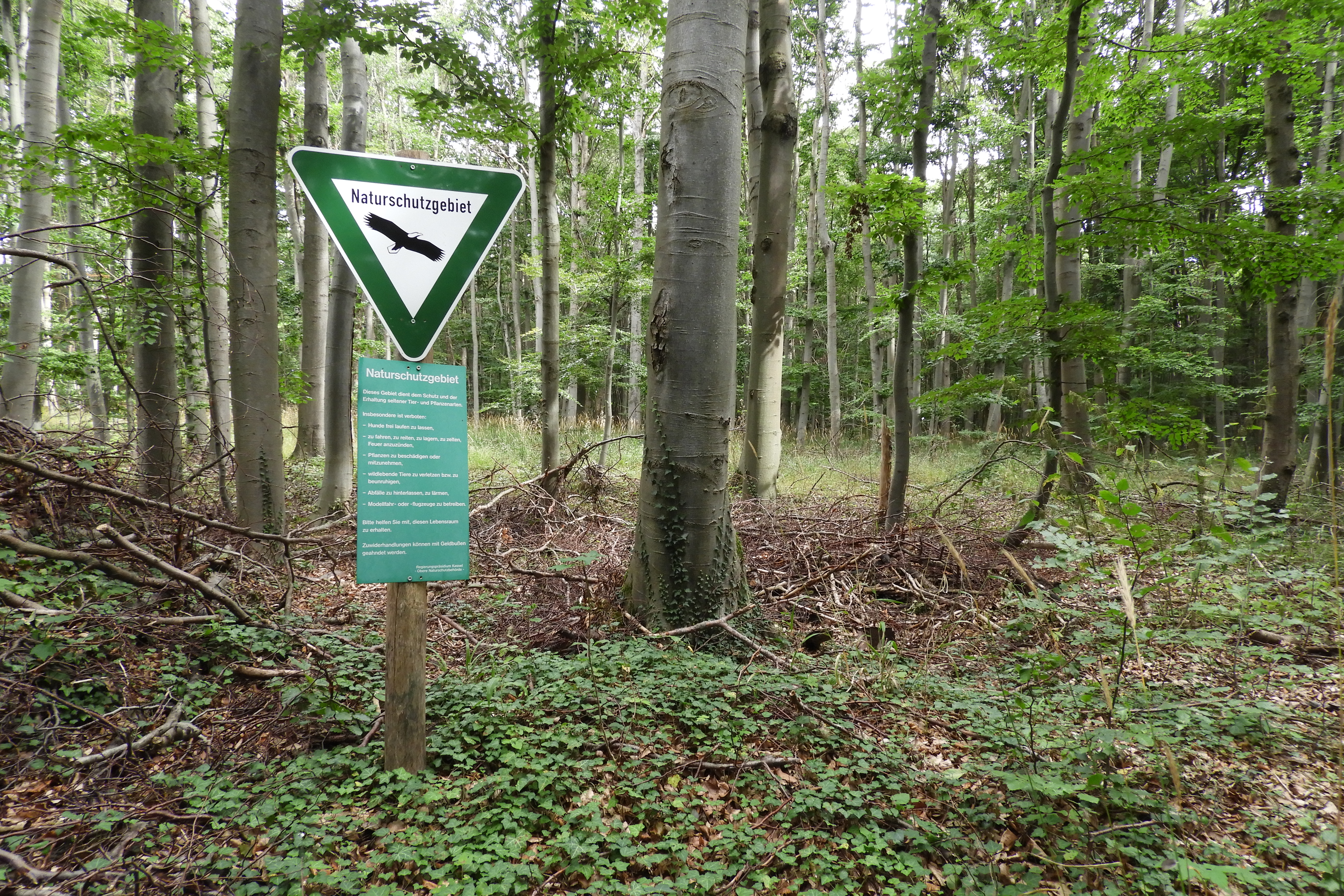
Die Graburg gehört zu den ältesten Naturschutzgebieten im Kreisgebiet.

Die Graburg erhielt bereits in den Anfangszeiten des staatlichen Naturschutzes in Nordhessen den Status als ein zu schützendes Naturdenkmal. Mit einer Verfügung der königlichen Regierung der damaligen preußischen Provinz Hessen-Nassau im Jahr 1915 sollte das Muschelkalkplateau und seine Felshänge vor „zerstörenden Eingriffen“ bewahrt werden. Im Mai 1965 wurden rund 180 Hektar der Graburg mit Verordnung der höheren Naturschutzbehörde beim Regierungspräsidium in Kassel in das Landesnaturschutzbuch eingetragen und damit unter den Schutz des noch geltenden Reichsnaturschutzgesetzes von 1935 gestellt. Inzwischen besitzt das Naturschutzgebiet „Graburg“ eine Fläche von 341 Hektar und umfasst die Hochfläche von der Rabenkuppe im Westen bis zur östlich gelegenen Schäferburg und mit eingeschlossen das südlich liegende Königental und der 475 m hohe Manrod. Zweck der Unterschutzstellung war es, die „Magerrasen, Kalkfelsfluren, edellaubholzreichen Blockschutt- und Hangwälder, geophytenreichen Laubmischwälder, Erlen-Eschen-Wälder und Feuchtwiesen mit den hier lebenden, zum Teil sehr seltenen und stark gefährdeten Tier- und Pflanzenarten zu erhalten und zu fördern.“ Auch sollten zwei natürliche Bergstürze unterschiedlichen Alters geschützt werden, denen wegen ihrer Geomorphologie hohe wissenschaftliche Bedeutung zukommt. Das Naturschutzgebiet hat die nationale Kennung 1636003 und den WDPA-Code 6970.

### Dreiherrenstein-Eschenberg-Kreutzerberg

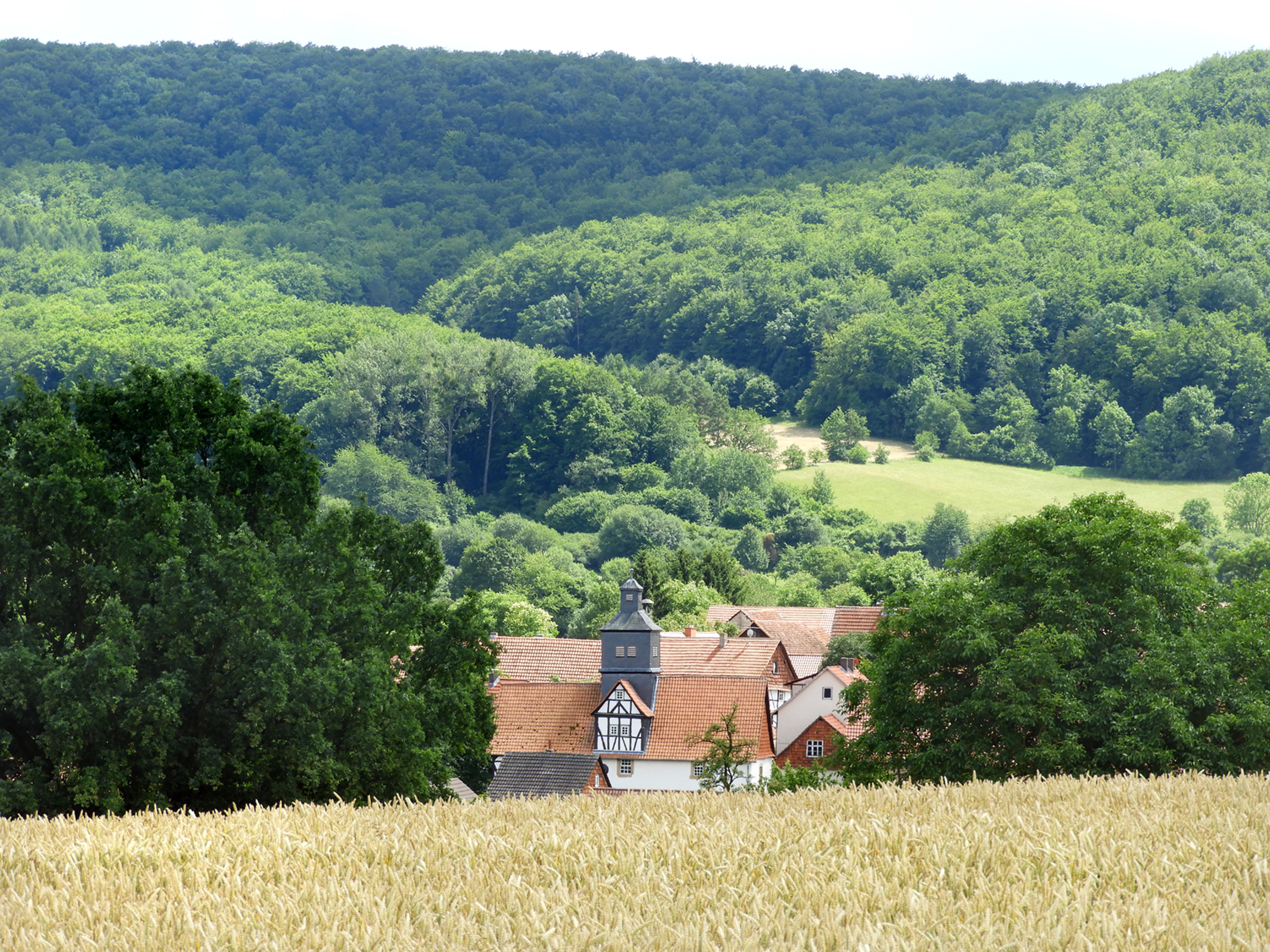
Blick über Rambach in das Naturschutzgebiet „Dreiherrenstein-Eschenberg-Kreutzerberg“.

Die Waldflächen im Bereich des Dreiherrensteins, Eschenbergs, Kreutzerbergs und Stückbergs wurden mit Verordnung der Oberen Naturschutzbehörde beim Regierungspräsidium Kassel vom 9. Februar 1998 zum Naturschutzgebiet erklärt Schutzziel war: „eine für die Landschaft typische und in vielen Bereichen naturnah ausgebildete Waldgesellschaft zu bewahren“ um „die im Gebiet vorkommenden, zum Teil seltenen und gefährdeten, wärmeliebenden Pflanzengesellschaften zu erhalten.“ Die Streuobstwiesen und Grünlandflächen am Rand der Wälder wurden als „Lebensraum vieler, zum Teil auch gefährdeter und seltener Pflanzen- und Tierarten“ mit in das Naturschutzgebiet integriert. Das Naturschutzgebiet ist 209,38 Hektar groß, hat die nationale Kennung 1636036 und den WDPA-Code 318304.

### Flora-Fauna-Habitat-Gebiet
Anfang der 2000er Jahre wurden die Flächen beider Naturschutzgebiete mit dem Bereich um den „Schieferstein“ zusammengeführt und vom Land Hessen der Europäischen Union für das Schutzgebietsnetz Natura 2000 vorgeschlagen. Das Meldeverfahren endete im Jahr 2004. Neben dem Gebietsmanagement und dem damit verbundenen Monitoring forderte die EU eine förmliche Schutzerklärung, die im Januar 2008 mit der „Verordnung über Natura 2000-Gebiete in Hessen“ erfolgte. Die Umsetzung der verpflichtenden gebietsbezogenen Erhaltungsziele wurden mit dem neuen Hessischen Ausführungsgesetz zum Bundesnaturschutzgesetz auf die oberen Naturschutzbehörden bei den Regierungspräsidien übertragen. Das 634,46 Hektar große FFH-Gebiet hat die Gebietsnummer 4826-305 und den WDPA-Code 555520190.

### Kernfläche Naturschutz
Im Bereich der Graburg und des Schiefersteins wurden im Rahmen der hessischen Biodiversitätsstrategie in den 2010er Jahren insgesamt 39,2 Hektar zu sogenannten Kernflächen erklärt und standen damit nur dem Naturschutz und nicht mehr der Holznutzung zur Verfügung. Diese ausgewählten Waldbereiche sollen sich in Zukunft unbeeinflusst entwickeln können, damit die Defizite an Bäumen in den Zerfallsphasen für die Alt- und Totholzbewohner behoben werden. Um das angestrebte Zehn-Prozent-Ziel zu erreichen sollen noch weitere Staatswaldflächen aus der Bewirtschaftung herausgenommen werden. Gegen diese, von Naturschutzverbänden begrüßten Stilllegungspläne, formierte sich in den betroffenen Kommunen Widerstand, da Konflikte bezüglich der Nutzung und Zielvorgaben befürchtet werden.

## Touristische Erschließung

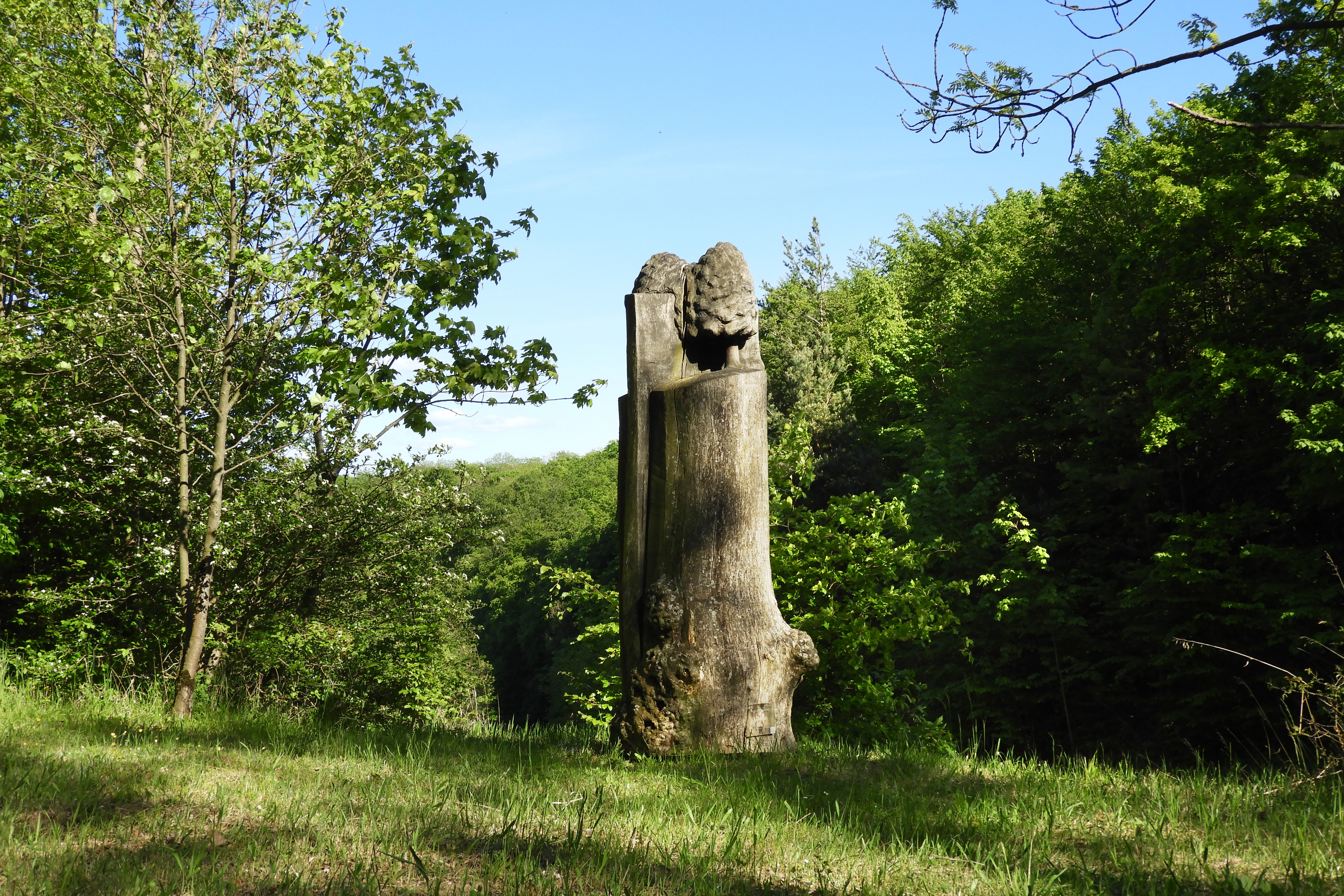
Regine Hawellek, Kassel: „Baum + Zeit“ auf dem Waldparkplatz Rambach am Kunstwanderweg „Ars Natura“.

Der nördliche Ringgau gilt als eines der interessantesten naturkundlichen Wandergebiete der Region, mit Aussichtspunkten, die weite Blicke in das Umland bieten.
- Zu den Fernwanderwegen, die das FFH-Gebiet in westöstlicher Richtung auf gleicher Wegesstrecke durchqueren, gehören: Der „Hessenweg 8“ des Wanderverbandes Hessen. Er verläuft mit einer Streckenlänge von 176 km von Korbach im Waldecker Land nach Wanfried im Werratal.
- „Barbarossaweg X8“. Der 326 km lange Weg verbindet den Kyffhäuser mit zahlreichen Städten, Klöstern und Burgen, die Kaiser Friedrich I. Barbarossa im Laufe seiner Regentschaft im 12. Jahrhundert aufgesucht hat.
- „Wanderweg der Deutschen Einheit“. Mit einer Länge von 1080 km führt er von der östlichsten deutschen Stadt Görlitz zu der westlichsten deutschen Stadt Aachen
- Kunstwanderweg „Ars Natura“, der mit seiner „Freiluftgalerie“ Erholung durch Wandern und intensives künstlerisches Erlebnis zusammenwirken lassen will. Entlang der Strecke thematisieren Künstler hier die politische Wiedervereinigung und die Einheit von Mensch und Natur.[25]
- Über den Höhenrücken führt von Norden nach Süden der Werra-Burgen-Steig Hessen mit der Wegmarkierung X5 H. Der als „Qualitätsweg Wanderbares Deutschland“ ausgezeichnete Weitwanderweg verbindet mit einer Länge von 133 km Hann. Münden mit der Tannenburg in Nentershausen.[26]
- Der Premiumwanderweg „P15 Graburg“ wurde wegen seiner hohen Qualität mit dem Wandersiegel des Deutschen Wanderinstituts ausgezeichnet. Der 14 km lange Rundweg, mit steilen An- und Abstiegen auf teilweise schmalen Waldpfaden, wird als mittelschwere Tour eingestuft.[27]